# Pantelleria
Pantelleria (Siciliaans: Pantillirìa, Arabisch:قوصرة Qawṣra) is een Italiaans eiland in de Middellandse Zee, ongeveer halverwege Sicilië en Tunesië. Het eiland heeft een oppervlakte van 83 km² en is daarmee het vijfde eiland van Italië. De gelijknamige gemeente maakt deel uit van de Siciliaanse provincie Trapani en telde 7495 inwoners op 31 december 2011. Sinds 2016 wordt het beschermd als Nationaal park Pantelleria (Italiaans: Parco nazionale dell'isola di Pantelleria).

## Geologie
Het eiland behoort geologisch gezien tot het Afrikaanse continent en is volledig vulkanisch van oorsprong. De laatste uitbarsting was in 1891 en vond onder water plaats. Het hoogste punt is de 836 meter hoge Montagna Grande. Bij helder weer kun je vanaf hier de Tunesische Kaap Bon zien. De hoofdplaats heet ook Pantelleria en beschikt over een haven.
Tot 1978 werd door Tunesië aanspraak gemaakt op het eiland. Sinds de Italiaans-Tunesische akkoorden wordt het door Tunesië erkend als Italiaans grondgebied.

## Geschiedenis
Uit archeologisch onderzoek blijkt dat Pantelleria reeds 36.000 jaar geleden al bewoond was, waarschijnlijk door mensen van Iberische en/of Ligurische afkomst. Het eiland is daarna waarschijnlijk weer onbewoond geraakt. De Grieken noemden het eiland Cossyra. In de 7e eeuw v.Chr. vestigden de Carthagers zich op het eiland en bouwden er een nederzetting. In de 3e eeuw v.Chr. kwam het in handen van de Romeinen en werd het een verbanningsoord. Het speelde een belangrijke rol in de Punische oorlogen.
Het eiland was van de 7e tot de 12e eeuw in handen van de Moren. Zij noemden het eiland Bent el-Rhia wat Dochter van de wind betekent, vanwege de sirocco die vanuit de Sahara over het eiland waait. Deze naam zou uiteindelijk verbasteren naar Pantelleria. In 1123 kwam het eiland in handen van Rogier II van Sicilië. Het Siciliaans-Arabisch, een dialect vergelijkbaar met het Maltees, was de volkstaal van het eiland tot aan de late 18de eeuw, toen het door het Romaanse Siciliaans werd vervangen. De moderne Siciliaanse taal zoals die in Pantelleria wordt gesproken bevat veel Arabische leenwoorden en de meeste plaatsnamen van het eiland zijn van Arabische oorsprong. In juli 1586 vond in de buurt van het eiland een zeeslag plaats, toen een gewapende Engelse koopvaardijvloot van vijf schepen erin slaagde om een aanval van elf Spaanse en Maltese galeien af te weren.
Tijdens de Tweede Wereldoorlog werd het eiland op 10 juni 1943 door de geallieerden veroverd (Operation Corkscrew) als voorbereiding op de Landing op Sicilië. Op het eiland lag een militair vliegveld dat werd verdedigd door zo'n 12.000 soldaten. Voordat de Britse 1ste Infanteriedivisie aan land ging, werd het eiland zwaar gebombardeerd door vliegtuigen en scheepskanonnen. De Britten landden rond het middaguur en het eiland gaf zich bijna direct en zonder tegenstand over. Nog geen twee weken later begonnen Britse vliegtuigen vanaf het eiland te opereren.

## Cultuur

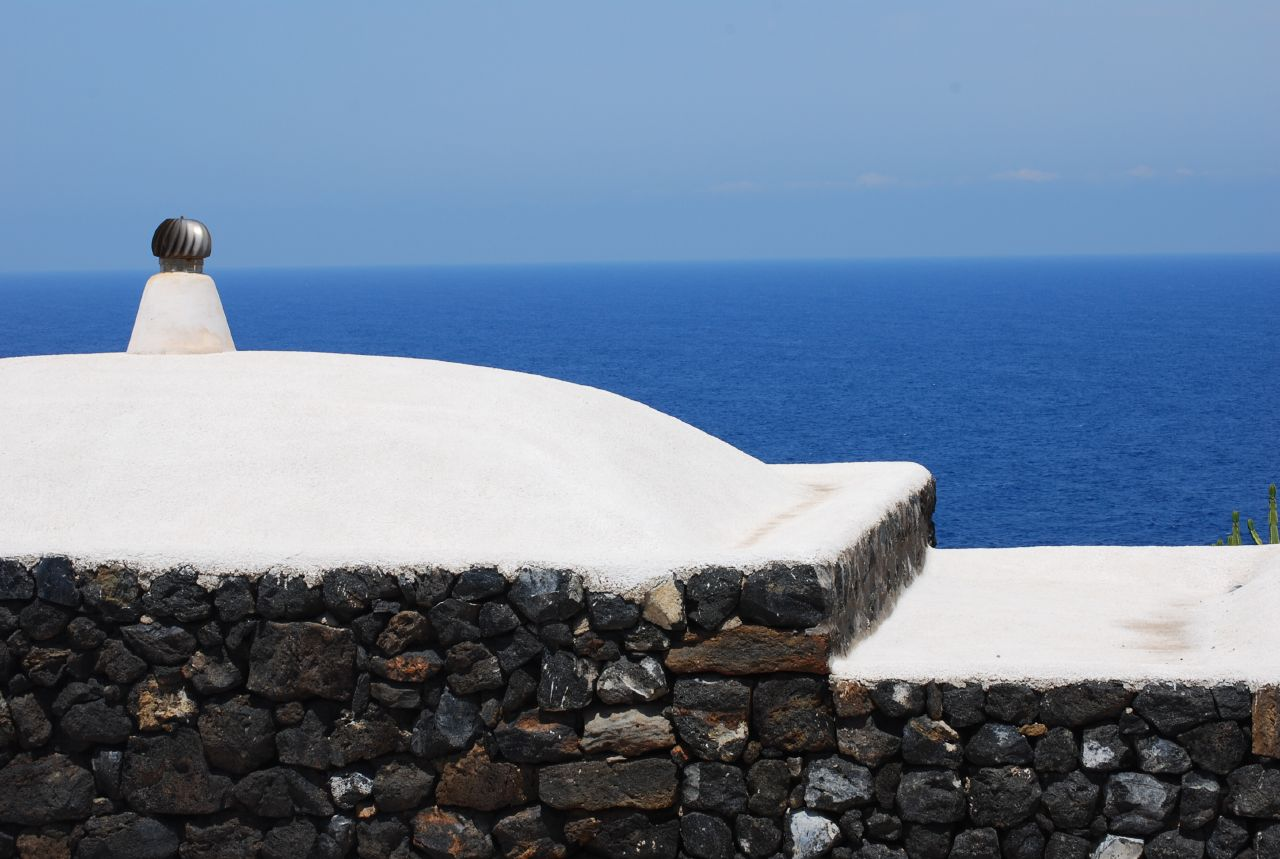
Het witgeschilderde koepelvormige dak van een dammuso

Buiten de hoofdplaats zijn veel zogenaamde dammusi te vinden. Dit zijn boerderijen die opgebouwd zijn uit blokken vulkanisch gesteente. De witgeschilderde daken zijn zo gemaakt dat ze het regenwater optimaal opvangen waarna het in ondergrondse tanks wordt opgeslagen. De huizen die vaak koepeltjes in het dak hebben zijn goed geïsoleerd tegen de hitte. Deze bouwstijl is een overblijfsel van de Moorse overheersing.
Pantelleria heeft haar eigen wijn, deze wordt Pantescho genoemd of meer bekend de Moscato di Pantelleria en Moscato Passito di Pantelleria. Deze zoete muskaatwijn wordt van de lokale Zibbibo-druif gemaakt. De kappertjes die op het eiland worden verbouwd hebben een afwijkende smaak en bezitten als enige kappertjessoort een PGI-keurmerk. De kappertjesbomen worden net als de olijfbomen klein gehouden door stenen aan de takken te hangen om ze zo beter te beschermen tegen de wind.
De wind is een dagelijks gespreksonderwerp. Het weer wordt namelijk alleen door de wind bepaald. Pantelleria is ook het eerste eiland waar de sirocco overheen waait.
De film A Bigger Splash uit 2015 werd opgenomen op het eiland.

## Toerisme
De belangrijkste bron van inkomsten is het toerisme, met name de duiksport. Er is nog vulkanische activiteit op het eiland. Zo zijn er warmwaterbronnen, fumaroles en een grot waar stoom uit de grond komt zodat een natuurlijke sauna ontstaat. Het eiland heeft meerdere archeologische vindplaatsen en een aantal prehistorische torenvormige graftombes die enigszins te vergelijken zijn met de nuraghi van Sardinië. In de hoofdplaats staat het 13e-eeuwse Castello Barbacane. Hier wordt elk jaar in augustus een wijnbeurs gehouden.

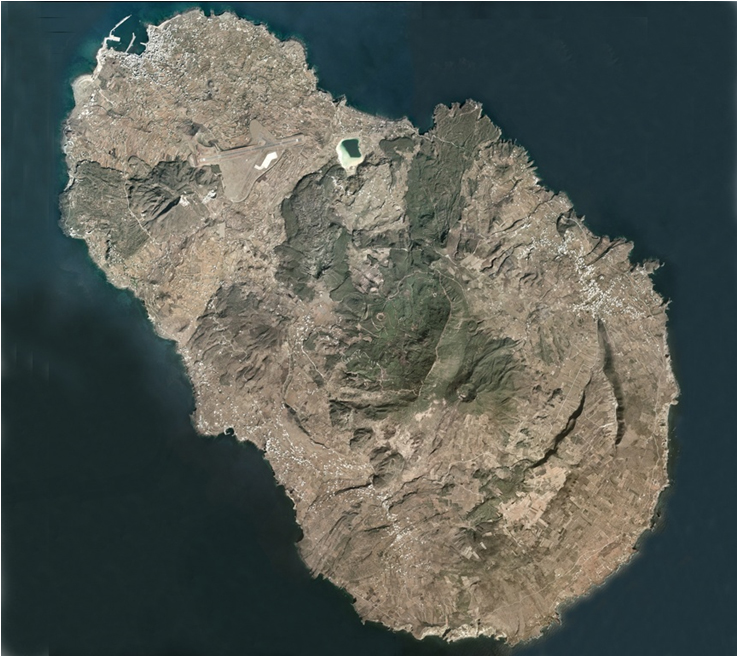
Satellietfoto
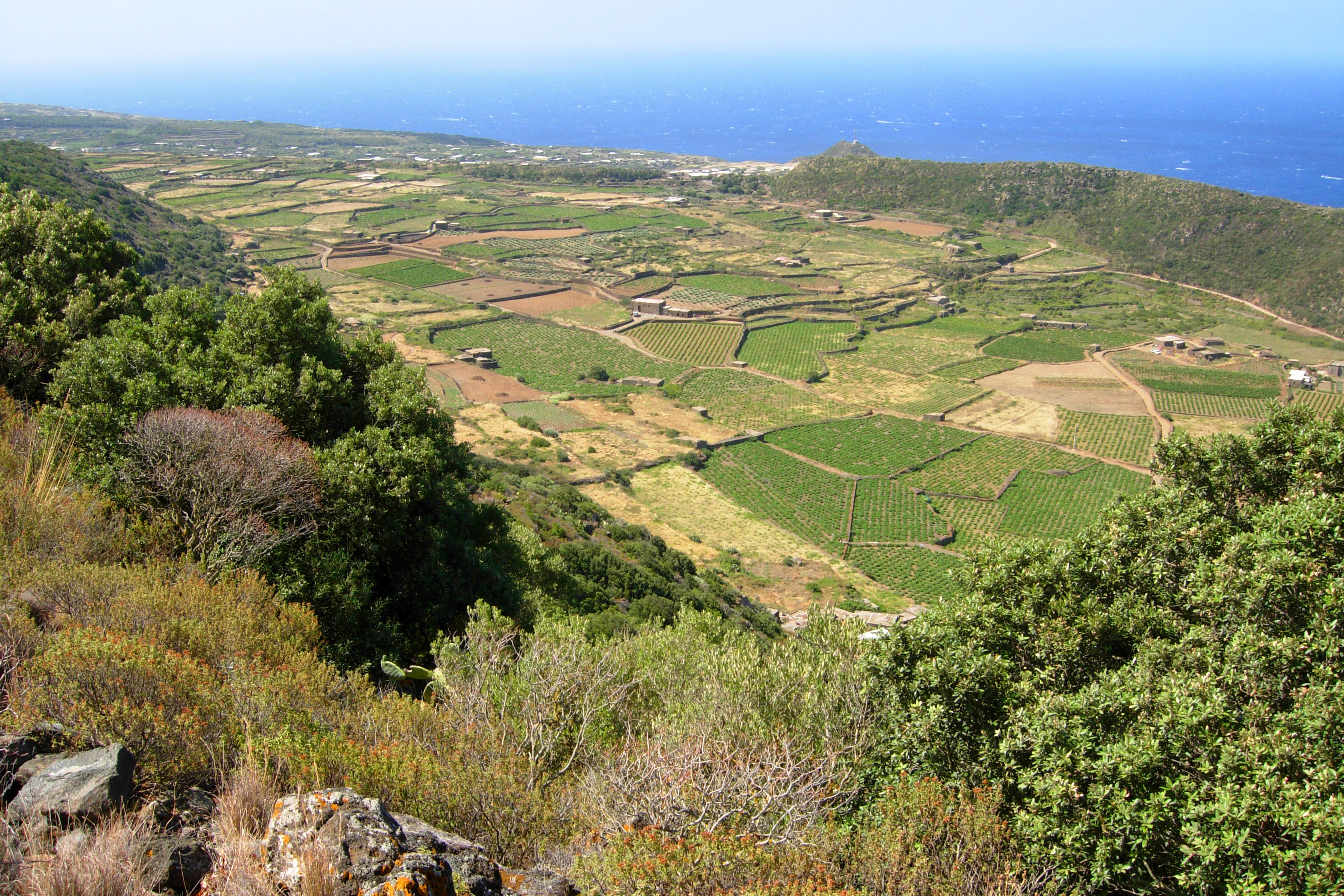
Wijngaarden
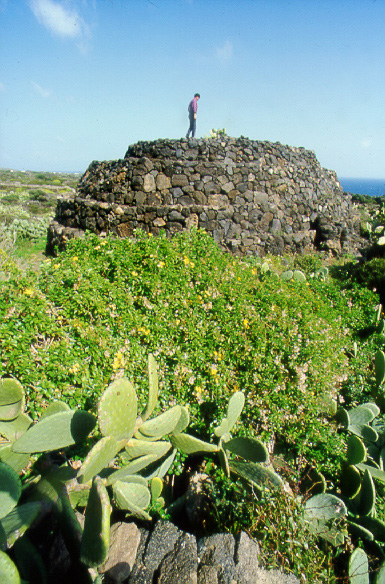
Archeologische site "Sese del Re"
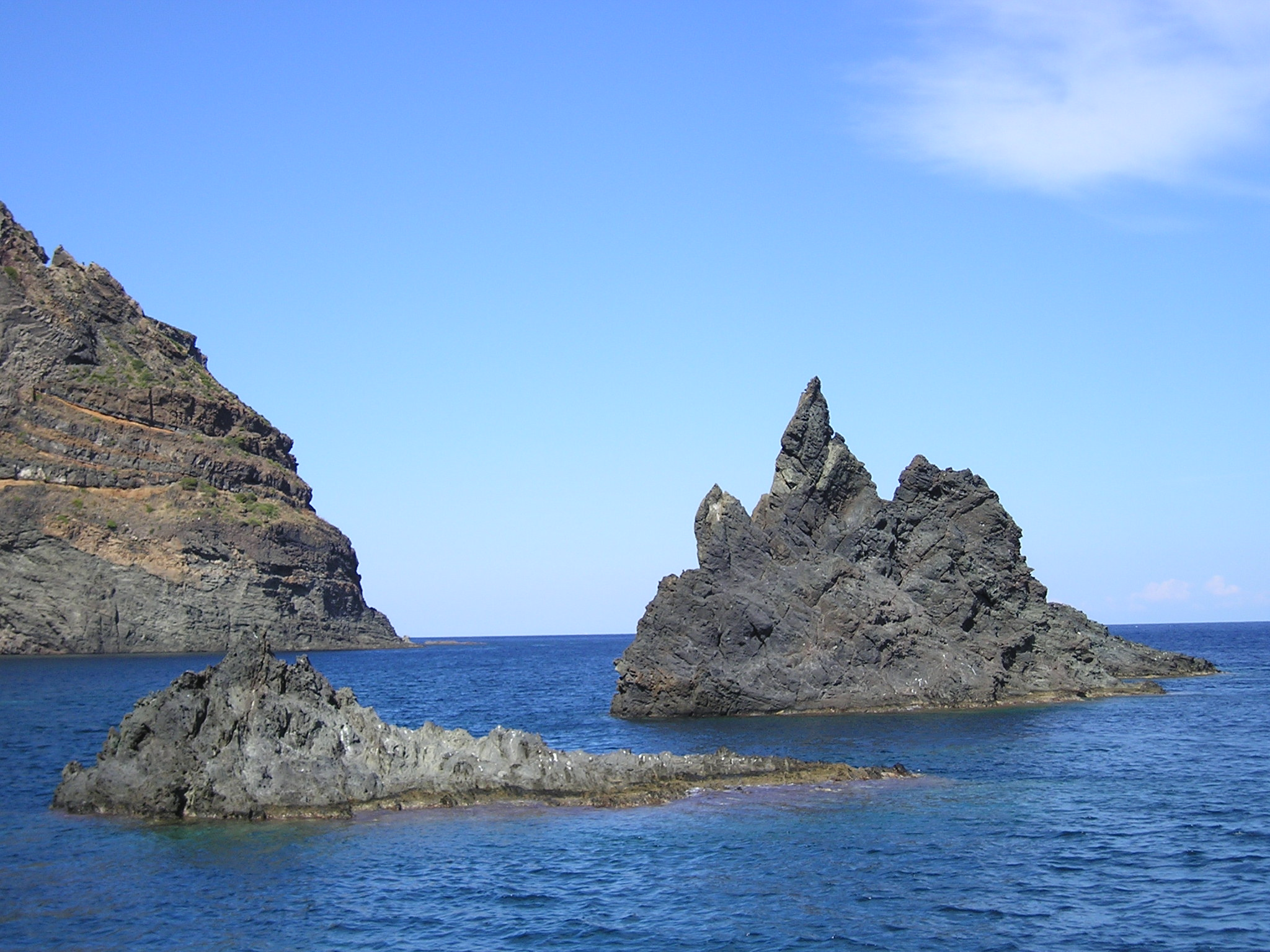
"Scogli del Formaggio"
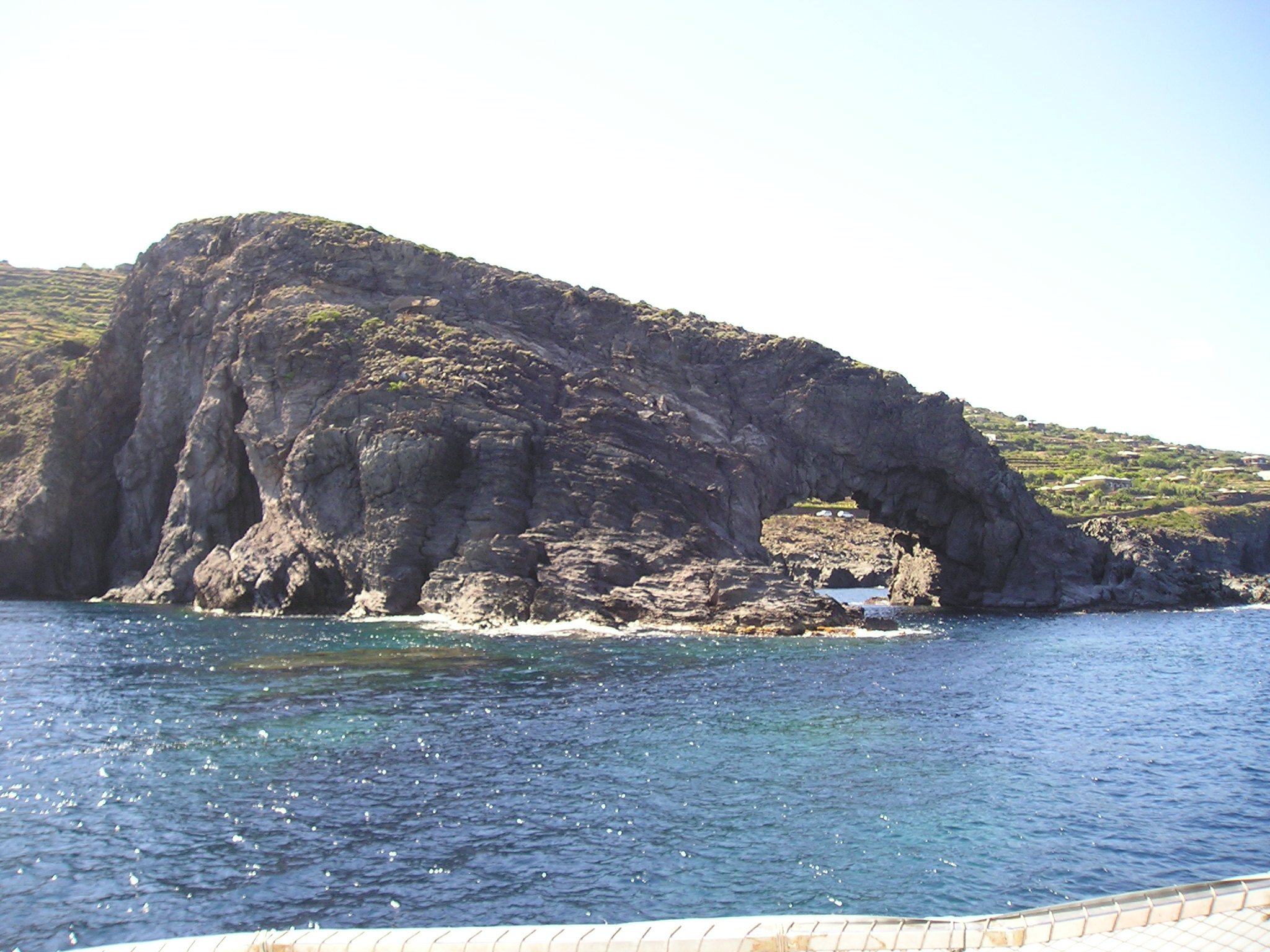
"Arco dell'elefante"